# Рыболовецкий колхоз «Маяк»
Рыболове́цкий колхо́з «Мая́к» (эст. Kalurikolhoos «Majak») — колхоз Эстонской ССР. Главная контора колхоза располагалась в Таллине, микрорайон Копли, ул. Коплиранна, 49. На берегу залива Копли действовал колхозный порт — в настоящее время порт Меэрузе.

## История
Колхоз был основан в 1949 году. Лов рыбы вёлся в Атлантическом океане и Балтийском море. Колхоз имел садковые рыбоводные хозяйства в Кейла-Йоа и Салмисту.
Флот колхоза состоял из 22 судов (из них 4 океанских судна) и 19 моторных лодок.
В 1978 году продукция колхоза составила 4,8 млн условных банок рыбных консервов и 15,2 тонны товарной рыбы (радужной форели). Побочные отрасли производства — пошив рабочей одежды и изготовление нестандартизированного рыбоводного оборудования.
В 1964 году в колхозе насчитывалось 300 членов, по состоянию на 1 января 1979 года —  850 членов, в т. ч. 324 рыбака. Членов колхоза на 1 января 1980 года — 1012, в т. ч. 309 рыбаков. 

На заднем плане — жилой дом рыбколхоза «Маяк», ул. Эхте, Таллин

В ноябре 1973 года, по итогам работы в третьем квартале года, колхоз был признан победителем всесоюзного социалистического соревнования и награждён переходящим Красным знаменем Министерства рыбного хозяйства СССР и ЦК отраслевого профсоюза. Правление и партийная организация колхоза, насчитывавшая 115 коммунистов, приняли решение добиться выполнения планов девятой пятилетки (1971—1975) к концу 1974 года. 
В порту Коплиранна (Меэрузе) колхоз имел холодильный и коптильный цеха, цеха по изготовлению пресервов и оборудования для рыбной ловли; в 1987 году был построен консервный цех. В Виймси работал цех по изготовлению рыбоводных бассейнов из стеклопластика, в Салмисту — рыбоводное хозяйство (в морских садках) и в Кейла — отделение по производству рыбных кормов. В 1986 году рыбаки колхоза выловили более 20 тысяч тонн рыбы, было изготовлено 6700 рыбных продуктов, более 8 млн условных банок пресервов; товарный оборот составил 16,6 млн рублей.
Председатель правления колхоза с 1958 года — Михаил Емельянович Бережной. В апреле 1963 года за достижения в рыболовстве и производстве рыбной продукции при выполнении государственных планов и социалистических обязательств был награждён Орденом Красного знамени.
В 1979 году в Таллине, в микрорайоне Пелгулинн, колхоз построил для своих работников 16-этажный жилой дом (архитектор Криста Кару, ул. Эхте, 2), в 1987 году был построен 9-этажный жилой дом в микрорайоне Ситси по адресу улица Сыле, 54.

### Уголовное дело № 1286
В 1964 году в газете «Советская Эстония» (печатный орган ЦК Компартии Эстонии, Верховного Совета и Совета Министров Эстонской ССР) была опубликована статья «Утраченное доверие», рассказывавшая о злоупотреблениях в работе М. Е. Бережного, причинивших ущерб государственным интересам. Материалами документальной ревизии и материалами расследования по делу было установлено, что в период 1963—1964 годов руководство колхоза «Маяк» составило большое количество трудовых соглашений на разные работы, исполнителями которых указывались колхозники. Однако колхозники этих работ не выполняли, что подтвердили все члены колхоза, чьи подписи стояли на трудовых договорах. На деньги от этих соглашений у неизвестных лиц покупались вещи неизвестного происхождения или выполнение работ поручалось неизвестным лицам, которые по месту своей основной работы из похищенных материалов изготовляли для рыбколхоза «Маяк» указанные в договоре детали. Денежные расчёты с этими лицами производил в основном инженер рыбколхоза «Маяк» А. П. Зотов. Окружив себя родственниками и пособниками, Бережной чувствовал себя уверенно и совершенно перестал считаться с трудовым коллективом. Общие собрания членов колхоза (высший орган его управления) не проводились весь 1964 год, все важные хозяйственно-экономические решения принимало правление колхоза. Через пять месяцев после выступления «Советской Эстонии» в газете «Рахва Хяэль» была опубликована статья, посвящённая дельцам из колхоза «Маяк», под названием «И деньги лились, как из ведра». В 1965 году о новых фактах злоупотребления руководства рыбколхоза «Маяк» сообщила газета «Ноорте Хяэль» в статье «Чернокнижное искусство и чёрная касса». Ещё один орган печати — сатирическая газета Таллинского клуба рыболовов-спортсменов «Огалик» критиковала председателя колхоза М. Бережного, бригадира Юрия Торопова (свояка Бережного) и снабженца Рейнаса за злостное браконьерство. 
Коммунистам колхоза было трудно добиться прекращения незаконной деятельности правления колхоза, так как руководителем колхозной партийной организации долгое время был начальник отдела кадров М. П. Овчинников, сторонник Бережного. При этом колхозники были убеждены, что его высокооплачиваемая должность совершенно не нужна колхозу. 
Бюро Калининского райкома партии обсудило статьи и за допущенные серьёзные недостатки в руководстве хозяйственно-финансовой деятельностью объявило председателю колхоза М. Бережному выговор с занесением в учётную карточку. Материалы, связанные с оформлением и оплатой трудовых соглашений, были переданы в ОБХСС. Было заведено уголовное дело № 1286, но, т. к. установить список посторонних лиц, исполнявших работы для колхоза и получивших деньги от колхоза, следствие не смогло, уголовное дело было прекращено. При этом старший следователь В. Кузнецов на выступления эстонских газет ответил, что налицо «злоупотребление должностным положением из личных побуждений, причинившее значительный ущерб государственным интересам», однако «Бережной по работе характеризуется положительно, имеет за заслуги в работе правительственную награду, учитывая также, что Бережной не является лицом, представляю общественную опасность, и положение дел в колхозе в вопросе заключения договоров изменено к лучшему, было принято решение о прекращении уголовного дела № 1286».

## Комментарии
1. ↑  Условной банкой для рыбных консервов и рыбных  пресервов считается банка массой 350 граммов[4].